# Осока Арнелла
Осо́ка Арне́лла, или Осока Арне́лля, или Осока почтиодноцве́тная (лат. Cārex arnēllii) — многолетнее травянистое растение, вид рода Осока (Carex) семейства Осоковые (Cyperaceae).

## Ареал и среда обитания
Евро-сибирский вид. Ареал — крайний восток Европы, Монголия, Восточная Азия, Сибирь.
Как правило, растёт в смешанных светлых травяных лесах и на приречных лугах с кустарниками. В горах иногда поднимается до субальпийского пояса. Распространена в большей степени на юге таёжной зоны.

## Ботаническое описание
Многолетнее травянистое растение. Высота от 30 до 60 см, стебли тонкие, гладкие.
Образует небольшие плотные дерновинки без удлинённых корневищ. Основания побегов густо окутаны буровато-серыми волокнами расщеплённых листовых влагалищ. Листья зелёные, плоские, около 3 мм шириной.
Колоски на длинных шероховатых ножках, поникающие. Прицветные листья с коротким (до 1 см) трубчатым влагалищем и длинной пластинкой, равной или почти равной соцветию. Нижние два — четыре колоска пестичные, расставленные, 3—5 см длиной, рыхлые; один — три верхних — пыльниковые или с немногими пестичными цветками при основании. Кроющие чешуи пестичных цветков коричневато-ленчатые[неизвестный термин], с зелёной средней жилкой, ланцетные, длинно заострённые, равны мешочкам, рано опадающие. Мешочки 5—6 мм длиной, эллиптические, светло-зелёные, пузыревидно вздутые, голые и гладкие, при основании клиновидные, с неясными жилками, вверху круто сужены в тонкий и длинный около 1,5 мм, косо срезанный, на конце белоплёнчатый носик.
Плоды — голые продолговатые орешки. Орешек трёхгранно-эллиптический, почти целиком заполняет мешочек.

## Охрана
Включена в Красные Книги следующих субъектов РФ: Волгоградская область, Костромская область, Республика Марий Эл, Нижегородская область, Пензенская область, Рязанская область, Самарская область, Саратовская область, Татарстан, Тюменская область.

## Синонимы
- Carex maximowiczii Boeckeler, nom. illeg.
- Carex subconcolor Kitag.
- Carex sylvatica Maxim.
- Carex turczaninowiana Meinsh. ex Korsh.